# Magyary-Kossa Gyula
Nagysarlói Magyary-Kossa Gyula (Debrecen, 1865. január 8. – Keszthely, 1944. június 21.) farmakológus, orvosdoktor, egyetemi tanár, a Magyar Tudományos Akadémia tagja (l. 1920)

## Névhasználata
A család irataiban eltérően Kossa, Kósa, Kóssa, Magyary, Magyary-Kossa, néha Nagysarlói Magyary névhasználat fordul elő. 1909-ig Kóssa néven, majd a hivatalos teljes néven: Magyary-Kossa formában publikált és szerepelt.

## Származása, tanulmányai
Apja, Magyary-Kossa Károly a debreceni Gazdasági Felsőbb Tanintézetnek és a hozzá tartozó földmíves iskolának volt a tanára. A fiatal Gyula már középiskolás korában több nyelven beszélt, egyaránt kedvelte a természettudományokat és a történelmet is. Gimnáziumi tanulmányainak befejezése után az orvosi pályát választotta. A budapesti tudományegyetem orvosi karára iratkozott be. Doktori oklevelét 1889-ben szerezte meg.

## Pályája
Előbb gyakornok, majd egyetemi tanársegéd volt Bókay Árpádnál, a Budapesti Tudományegyetem Orvosi Karának Gyógyszertani Intézetében.
1893-tól az Országos Bírósági Művegyészeti Intézetben dolgozott Felletár Emil adjunktusaként, ahol vérnyomok kimutatásával és toxikológiai vizsgálatokkal foglalkozott. 1894-ben a méregtan magántanára lett. 1896-ban Lieberman Leó felkérésére ment át az orvosegyetemről és vette át a Magyar Királyi Állatorvosi Akadémia akkor önállósuló, a kórbonctantól különvált gyógyszertani tanszékének a megszervezését és vezetését. 1900-ra már a legkorszerűbb berendezésekkel sikerült felszerelnie intézetét. A tudomány élvonalában álló kutatóhelyet 1900-ban, a párizsi világkiállításon, ezüstéremmel és oklevéllel tüntették ki.
1896-ban az Állatorvosi Akadémia nyilvános rendes tanárává nevezték ki, s ettől fogva 1935. június 1-jéig volt a gyógyszertani tanszék igazgatója, majd egy évig helyettesként a vezetője.  Az 1904-1905-ös és az  1920-1921-es tanévben a Magyar Királyi Állatorvosi Főiskola rektorhelyettese volt. 1935-ig a hallgatóknak gyógyszertant és méregtant tanított. 1896-tól 1913-ig másik fő tárgyaként a növénytani ismereteket adta elő, de 1905-ig az állatorvoslás történetének tanára is volt. 1921-ben a budapesti Pázmány Péter Tudományegyetemen az orvostörténelem rendkívüli tanáraként hódolhatott történeti érdeklődésének és kutatási szenvedélyének. Az ógörögön és latinon kívül angolul, franciául, németül és olaszul beszélt.
Rendezte és katalogizálta az intézet gyógyszerhatóanyag-ismereti növénytani gyűjteményét. 1901-től 1909-ig a könyvtár vezetését is vállalta, újra használhatóvá tette és részben saját adományaival lényegesen megnövelte a könyvállományt. Szinte hiánytalanul összegyűjtötte a legrégibb állatorvos-tudományi irodalmat. 1902-ben elkészítette a könyvtár kötetkatalógusát, 1904-ben kiadta a Magyar állatorvosi könyvészet 1492-1904 című munkáját, amelyet az 1944-es évig tett teljessé Karasszon Dénes 2005-ben (lásd alább az Irodalomban).
1934-ben az Állatorvosi Főiskola a Mezőgazdasági és Állatorvosi Kar egyik egységeként a Budapesti Műszaki és Gazdaságtudományi Egyetem fakultása lett. 1935-1936-os tanévben már mint nyugalmazott tanár vezette intézményét.
1936-ban végleg megvált a gyógyszertani intézettől, és haláláig részben Budapesten, részben a Balaton mellett tartózkodott.
Keszthelyen érte a halál, 1944. június 21-én; hamvai a Kerepesi temetőben nyugszanak.

## Tudományos és közéleti tevékenysége
1905-ben a budapesti VIII. Nemzetközi Állatorvos Kongresszus alelnökségét vállalta. 1907-ben az Országos Állategészségügyi Tanács és a II. Magyar Gyógyszerkönyv szerkesztőbizottsági tagja, 1909-ben pedig az Országos Közegészségügyi Tanács választmányi tagja lett. 1918-ban a Gyógyszerforgalmi Bizottság tagjává, 1922-ben pedig a Felső Oktatásügyi Egyesület választmányi tagjává kérték fel. 1930-ban lett tagja a Növényvédelmi és Növényforgalmi Iroda szaktanácsának, 1932-ben pedig a Magyar Élettani Társaságnak. 1938-ban a Magyar Orvosi Könyvkiadó Társulat tiszteleti tagságát nyerte el.
1918-ban udvari tanácsosi címmel tüntették ki. 1920-ban választották a Magyar Tudományos Akadémia levelező tagjává. Magyar orvosi emlékek című munkájával a Magyar Tudományos Akadémia érmét nyerte el. Munkásságának elismeréséül a Budapesti Királyi Orvosegyesület aranydiplomával tüntette ki 1941-ben.

## Művei
- A mérgezések diagnosztikája. Budapest, 1894, 28 oldal
- Mesterséges köszvény előidézése mérgek által. Budapest, 1898. 12 oldal
- Mérgezések. Budapest, 1898
- Növénytani jegyzet. Kiad. Enyedy Dezső állatorvostan-hallgató. Budapest, 1899, 207 oldal
- Gyógyszerrendelés. Budapest, 1901. 379 oldal. /Állatorvosi kézikönyvtár 4./
- Magyar állatorvosi könyvészet 1472–1904. Budapest, 1904. 346 lap  /Állatorvosi kézikönyvtár 8./
- Beiträge zum Mechanismus der Zuckerausscheidung. Leipzig, 1905 körül. 8 oldal
- Régi magyar betegségnevek. Budapest, 1907. 21 oldal
- Régi magyar gyógyszernevek. Budapest, 1909. 53 oldal (Nyelvtörténeti tanulmány).
- A régi magyar orvosnövendék. Budapest, 1909. 36 oldal
- A hazai gyógynövények hatása és orvosi használata. Budapest, 1921. 215 oldal
- Régi magyar bábákról. Debrecen, 1938. 34 oldal
- Magyar orvosi emlékek.  1., 2., 3., 4. kötet (1929–1940), 368+337+522+254 oldal. /Értekezések a magyar orvostörténelem köréből/. Az 5. köt. 1995-ben jelent meg 340 old. terjedelemben, Karasszon Dénes szerkesztésében.
- Győry Tibor és Magyary-Kossa Gyula levelezése; sajtó alá rend. Dörnyei Sándor; Dörnyei Sándor, Bp., 2008

Ezeken felül 6 könyv (pl. Hazai gyógynövények. Termelésük, értékesítésük, hatásuk és orvosi használatuk) társszerzője, 260 tudományos dolgozata jelent meg magyar, német és francia folyóiratokban parazitológiai, növénytani, állatorvos-történeti, orvostörténelmi és nyelvészeti munkáival együtt.

## Digitalizált cikkeiből
- Magyary-Kossa Gyula: A naplóíró Arányi Lajos. In: Magyar orvosi emlékek. Értekezések a magyar orvostörténelem köréből. I. köt. Bp., 1929. pp. 257–259. (Digitalizálták a Magyar Tudománytörténeti Intézet és a Semmelweis Orvostörténeti Múzeum, Könyvtár és Levéltár munkatársai, Gazda István vezetésével. Közreműködött: Szállási Árpád.)
- Magyary-Kossa Gyula: Weszprémi István életéhez. In: Orvosi Hetilap, 1940. p. 343, pp. 349–351. (Digitalizálták a Magyar Tudománytörténeti Intézet és a Semmelweis Orvostörténeti Múzeum, Könyvtár és Levéltár munkatársai, Gazda István vezetésével.)

## Emlékezete
- 1944. július 22-én temették a Kerepesi temetőben. Innen 1953 júliusában exhumálták és a X. kerületi Új köztemetőbe helyezték át. 1980. július 24-én visszahozták a Kerepesi temető 34. parcellájába, a 2. sor 20. sírhelyre. Itt nyugszik felesége és fia is. A mészkő síremléken az alábbi felirat látható:

„NAGYSARLÓI / DR / MAGYARY-KOSSA / GYULA / 1865-1944 / ORVOSTÖRTÉNÉSZ / EGYETEMI TANÁR / M. TUD AKADÉMIA TAGJA”
- Születésének 125. évfordulója alkalmából az állatorvosi egyetem – tiszteletére – szobrot állított kertjében.
- Magyary-Kossa-emlékérmet alapítottak 1990 augusztusában.
- Az Állatorvos-tudományi Egyetem Központi Könyvtára külön, reprezentatív helyiségében elhelyezett 3700 kötetnyi szakmatörténeti régi magyar könyv (RMK)-gyűjteménye 1984-ben a Magyary-Kossa Gyula Szakmatörténeti Könyvgyűjtemény nevét vette fel. Emléktárgyait az Állatorvostörténeti Múzeum őrzi.
- Tudománytörténeti illusztráció-gyűjteményét a Semmelweis Egyetem Központi Levéltára őrzi.